# 永見勘太郎
永見 勘太郎（ながみ かんたろう、1874年（明治7年）4月13日 - 1947年（昭和22年）3月6日）は、日本の政治家。中浜村長（第6代）、中浜村会議員、郡会議員。
第3代中浜村長永見林三郎の長男。

## 経歴
小篠津村（のち鳥取県境港市小篠津町）に永見林三郎の長男として生まれる。永見家は勘太郎の祖父清四郎が初代で、四国から藍玉を仕入れる仕事を始めるとともに、自家も紺屋を営んで一代で財を成したといわれる。
父林三郎が村長を退くと入れ替わりに村会に出、郡会議員も3期務めた。
村長在任中は不景気の最中で大篠津繭市場も倒産し、出資者の一人だった勘太郎もかなりの畑を失った。
昭和5年（1930年）にはついに農家更生村の指定を受けて、公益質屋や負債整理組合を発足させた。更に組合製糸創立に加わり、昭和12年（1937年）には永井貞録県議の尽力もあって、新屋灘に県蚕業試験場西伯分場を誘致する等、養蚕業の自衛再興に努力した。

## 系譜
永見家（鳥取県境港市小篠津町）
```
永見清四郎━永見林三郎━永見勘太郎

```